# フュンフシュテッテン
フュンフシュテッテン (ドイツ語: Fünfstetten) はドイツ連邦共和国バイエルン州シュヴァーベン行政管区のドナウ＝リース郡に属す町村（以下、本項では便宜上「町」と記述する）で、ヴェムディング行政共同体を構成する自治体の一つである。

## 地理
フュンフシュテッテンはアウクスブルク地方に位置する。シュヴァービシェ・アルプとフレンキシェ・アルプとの間の丘陵地に位置し、リースクレーター（ネルトリンガー・リース）の東端にあたる。

### 自治体の構成
この町は、公式には10の地区 (Ort) からなる。このうち小集落や孤立農場などを除く集落を以下に列記する。
- フュンフシュテッテン
- ハイトマースブルン
- ヌスビュール

## 歴史
1057年から1075年にアイヒシュテット司教グンデカール2世は聖ディオニシウスに捧げる教会を建設した。フュンフシュテッテンはグラスバッハ家の臣下に属す中世貴族の村であった。1233年にフュンフシュテッテン家が記録されている。14世紀にはヴェムディング家が所領を獲得した。フュンフシュテッテンは荘園となり、1505年に新しく創設されたプファルツ＝ノイブルク侯領に属した。宗教改革の影響は1554年に領主であるプファルツ＝ノイブルク公オットハインリヒによってもたらされた。プファルツ＝ノイブルク公ヴォルフガング・ヴィルヘルムは1618年にフュンフシュテッテンを再カトリック化した。この荘園は1762年から1810年までレーリンゲン男爵のものとなった。ヴィッテルスバッハ家の統合後、1777年にフュンフシュテッテンはバイエルン領に属すこととなった。フュンフシュテッテンの荘園は近隣のオッティングとともに1810年にカール・フリードリヒ・シュテファン・フォン・シェーンフェルトが購入し、彼は1817年にオッティング＝フュンフシュテッテン伯に昇格した。彼の子孫のオッティング＝フュンフシュテッテン伯マクシミリアン・ヨーゼフはその所領を企業主のオスカール・キュルツェルに売却した。

### 宗教
フュンフシュテッテンはカトリックのアイヒシュテット司教区（装飾豊かなバロック様式の祭壇を有する聖ディオニシウス教区教会）に属している。この教区は、この司教区のウアプファライの一つに数えられる。
フュンフシュテッテンの南の町外れにバロック建築のマリア礼拝堂がある。

## 行政
フュンフシュテッテンの町議会は12議席からなる。

### 紋章
赤地に上向きに尾を引く三角図形。その中に黒い切妻の家。両側に向かい合った狩猟用鉄ワナ。

## 経済と社会資本

### 教育
- 基礎課程学校

## 引用
1. ↑  https://www.statistikdaten.bayern.de/genesis/online?operation=result&code=12411-003r&leerzeilen=false&language=de Genesis-Online-Datenbank des Bayerischen Landesamtes für Statistik Tabelle 12411-003r Fortschreibung des Bevölkerungsstandes: Gemeinden, Stichtag (Einwohnerzahlen auf Grundlage des Zensus 2011)
2. ↑  Bayerische Landesbibliothek Online